# Debbye Turner
Ne doit pas être confondu avec Debbie Turner.
Pour les articles homonymes, voir Turner.
Debbye Turner Bell, née le 19 septembre 1965 à Honolulu (Hawaï), aux États-Unis, est une présentatrice de journal et une animatrice de talk-show à la télévision américaine et également vétérinaire. Elle est couronnée Miss Missouri (en) 1989, puis Miss America 1990.